# Herdenkingsmunten van € 2 (2010)
Hieronder staat een lijst van herdenkingsmunten van twee euro met slagjaar 2010.
| Afbeelding | Land         | Ter gelegenheid van                                                               | Oplage     | Datum uitgave    |
| --- | ------------ | --------------------------------------------------------------------------------- | ---------- | ---------------- |
| | Luxemburg    | Wapen van Groothertog Hendrik (zevende uit de 'Luxemburgse dynastie'-serie)       | 529.500    | 14 januari 2010  |
| Omschrijving: In het binnenste gedeelte van de munt staat links het portret van groothertog Hendrik, die naar rechts kijkt, en rechts het wapen van de groothertog met daarboven het jaartal „2010”, dat door de munttekens wordt omgeven en enigszins over het buitengedeelte komt. Onderaan komt de aanduiding van het uitgevende land „LËTZEBUERG” enigszins over het buitengedeelte. Langs de buitenrand van de munt zijn de twaalf sterren van de Europese vlag afgebeeld. |              |                                                                                   |            |                  |
| |              |                                                                                   |            |                  |
| | Duitsland    | Roland van Bremen, Bremen (vijfde uit de 'Bundesländer'-serie)                    | 30.925.630 | 29 januari 2010  |
| Omschrijving: In het binnenste gedeelte van de munt is het stadhuis van Bremen afgebeeld, met op de voorgrond het standbeeld van Roland. Rechts onderaan staat het opschrift „BREMEN” en links bovenaan bevindt zich het muntteken in de vorm van de letter A, D, F, G of J; helemaal onderaan staan de initialen van de ontwerper Bodo Broschat. Langs de buitenrand van de munt zijn tussen de twaalf sterren van de Europese vlag de aanduiding van het uitgevende land „D” en het jaartal „2010” ingevoegd. |              |                                                                                   |            |                  |
| |              |                                                                                   |            |                  |
| | Spanje       | Historisch centrum van Córdoba (eerste uit de serie 'UNESCO Wereld Erfgoedlijst') | 4.000.000  | 3 maart 2010     |
| Omschrijving: De munt toont de zuilen en ronde bogen van de Moskee-Kathedraal van Cordoba. Met de munt wordt de eerste Spaanse plaats die werd opgenomen (1984) op de Werelderfgoedlijst van de UNESCO - het historisch centrum van Córdoba - herdacht. Op de munt staat het ‘woud van pilaren’ van de Grote Moskee-Kathedraal van Cordoba afgebeeld, een van de beroemdste en oudste voorbeelden van islamitische bouwkunst in Europa. De Moskee, die tussen de achtste en tiende eeuw werd gebouwd, is later tot christelijke kathedraal gewijd en heeft daarna opeenvolgende transformaties ondergaan. Aan de linkerzijde staat het muntteken „M”. Onderaan staat het uitgevend land „ESPAÑA” en het jaartal 2010. In de buitenste rand zijn de twaalf sterren van de Europese Unie afgebeeld. De munt is de eerste in een nieuwe reeks aan Spaanse plaatsen op de Werelderfgoedlijst van de UNESCO gewijde munten, waarvan er met ingang van 2010 elk jaar een zal worden uitgegeven.    |              |                                                                                   |            |                  |
| |              |                                                                                   |            |                  |
| | Slovenië     | 200-jarig bestaan van de Botanische Tuinen in Ljubljana.                          | 1.000.000  | 10 mei 2010      |
| Omschrijving: In het binnenste gedeelte van de munt is de plant Rebrinčevolistna Hladnikija afgebeeld. Links onder de plant is de naam ervan „HLADNIKIA PASTINACIFOLIA” boogvormig aangebracht. Rond de afbeelding staat cirkelvormig de legende „SLOVENIJA 2010. 200 LET. BOTANIČNI VRT. LJUBLJANA”. Langs de buitenrand van de munt zijn de twaalf sterren van de Europese vlag afgebeeld. Het ontwerp komt van de hand van Gorazd Uèakar. |              |                                                                                   |            |                  |
| |              |                                                                                   |            |                  |
| | Frankrijk    | 70ste verjaardag van het appèl van generaal Charles de Gaulle op 18 juni 1940     | 20.032.000 | 25 mei 2010      |
| Omschrijving: Met de munt wordt de 70ste verjaardag herdacht van het door generaal De Gaulle - de leider van de Vrije Franse Strijdkrachten - gedane appèl (“Appel du 18 juin”) op de BBC op 18 juni 1940 na de val van Frankrijk. Zich tot het Franse volk richtend, verklaarde De Gaulle dat de oorlog nog niet voorbij was. De toespraak wordt beschouwd als de aanzet tot de Franse verzetsbeweging en het begin van haar strijd tegen de bezetting van Frankrijk tijdens de Tweede Wereldoorlog. In het centrale deel van de munt is generaal De Gaulle, in uniform en blootshoofds, afgebeeld voor een microfoon die typisch is voor die tijd, terwijl hij de oproep voorleest; in de afbeelding is handig een verwijzing naar de uitgevende staat („RF”) verwerkt. Bovenaan bevindt zich het jaartal „2010” en daaronder „70 ANS” (70 JAAR) en „APPEL 18 JUIN” (OPROEP 18 JUNI). In de rand rond het centrale deel van de munt zijn de twaalf sterren van de Europese vlag afgebeeld. |              |                                                                                   |            |                  |
| |              |                                                                                   |            |                  |
| | België       | Voorzitterschap Europese Unie                                                     | 5.012.000  | 11 juni 2010     |
| Omschrijving: In het centrale deel van de munt is het herdenkingslogo afgebeeld, dit in de gestileerde letters „EU” en „trio.be”. Boven het ontwerp staat het opschrift „BELGIAN PRESIDENCY OF THE COUNCIL OF THE EU 2010” en onderaan de drietalige vermelding „BELGIE BELGIQUE BELGIEN”. Onder het logo, respectievelijk links en rechts van het jaartal 2010, staan het muntteken en het muntmeesterteken. In de rand rond het centrale deel van de munt zijn de twaalf sterren van de Europese vlag afgebeeld. |              |                                                                                   |            |                  |
| |              |                                                                                   |            |                  |
| | San Marino   | De 500ste sterfdag van Sandro Botticelli                                          | 130.000    | 7 september 2010 |
| Omschrijving: De munt herdenkt de 500ste verjaardag van de dood van Alessandro di Mariano di Vanni Filipepi (1445 – 1510), de Italiaanse schilder van de Florentijnse school, die beter bekendstaat als Sandro Botticelli of Il Botticello ("Het Kleine Tonnetje"). In het binnenste gedeelte van de munt is Vreugde afgebeeld. Het gaat om een detail van een van de drie dansende Gratiën, vrijelijk geïnspireerd op het schilderij „La Primavera” van Sandro Botticelli. Bovenaan bevindt zich het jaartal „2010”. Aan de linkerzijde staan de naam van de uitgevende staat „SAN MARINO” en het muntteken „R”. Aan de rechterzijde is de initiaal „m” van de ontwerper, Roberto Mauri, te zien. Langs de buitenrand van de munt zijn de twaalf sterren van de Europese vlag afgebeeld. |              |                                                                                   |            |                  |
| |              |                                                                                   |            |                  |
| | Portugal     | 100 jaar Republiek Portugal                                                       | 1.025.000  | 7 september 2010 |
| Omschrijving: Met de munt wordt de 100ste verjaardag herdacht van het einde van de constitutionele monarchie van Koning Manuel II en de oprichting van de Portugese Republiek na de revolutie van 5 oktober 1910. In het binnenste gedeelte van de munt zijn centraal het Portugese wapenschild en de „República”-beeltenis afgebeeld, twee van de meest kenmerkende symbolen van de Portugese Republiek, omgeven door de legende „República Portuguesa — 1910-2010”, het muntteken „INCM” en de naam van de ontwerper, „JOSE CÂNDIDO”. In de rand rond het centrale deel van de munt zijn de twaalf sterren van de Europese vlag afgebeeld. |              |                                                                                   |            |                  |
| |              |                                                                                   |            |                  |
| | Vaticaanstad | Jaar van de Priester                                                              | 111.000    | 12 oktober 2010  |
| Omschrijving: Met de munt wordt stilgestaan bij het Jaar voor Priesters, uitgeroepen door paus Benedictus XVI voor de periode 19 juni 2009-19 juni 2010, dat werd afgesloten met een internationale bijeenkomst van priesters die werd bijgewoond door de paus. Dit ter gelegenheid van de 150ste sterfdag van Jean Baptiste Marie Vianney. In het binnenste gedeelte van de munt is een herder afgebeeld die een lam uit de muil van een leeuw trekt. Rond het ontwerp zijn twee opschriften gegraveerd: de naam van de uitgevende staat „CITTA' DEL VATICANO” bovenaan en het onderwerp van de herdenkingsmunt „ANNO SACERDOTALE” onderaan. Links van het ontwerp staat het jaartal „2010”, onder het ontwerp het muntteken „R”, en rechts van het ontwerp de naam van de ontwerper „VEROI”. Langs de buitenrand van de munt zijn de twaalf sterren van de Europese vlag afgebeeld. |              |                                                                                   |            |                  |
| |              |                                                                                   |            |                  |
| | Griekenland  | 2500ste verjaardag van de Slag bij Marathon                                       | 2.500.000  | 25 oktober 2010  |
| Omschrijving: Met de munt wordt de 2500ste verjaardag van de Slag bij Marathon herdacht. Het midden van de munt wordt gevormd door een synthese van een schild en een renner/krijger en verbeeldt daarmee de strijd om de vrijheid en de nobele idealen waarvoor de Slag bij Marathon symbool staat. De vogel op het schild symboliseert de geboorte van de Westerse beschaving in haar huidige vorm. |              |                                                                                   |            |                  |
| |              |                                                                                   |            |                  |
| | Finland      | 150ste verjaardag van de oprichting van de Munt van Finland                       | 1.600.000  | 10 november 2010 |
| Omschrijving: Aan de linkerzijde is een gestileerde leeuwenfiguur van het wapen van Finland afgebeeld, samen met het jaartal „2010”. Aan de rechterzijde staan het muntteken en een reeks cijfers die muntwaarden symboliseren. Onderaan zijn de letters „FI”, de aanduiding van de uitgevende staat, te zien. Langs de buitenrand van de munt zijn de twaalf sterren van de Europese vlag afgebeeld. |              |                                                                                   |            |                  |
| |              |                                                                                   |            |                  |
| | Italië       | 200ste geboortedag van Camillo Benso, Graaf van Cavour                            | 4.000.000  | 9 december 2010  |
| Omschrijving: Met de munt wordt de 200ste geboortedag van Camillo Benso, graaf van Cavour (1810-1861) herdacht, een sleutelfiguur in de Italiaanse eenwording en het vroeg Italiaans liberalisme, en de oprichter van het politieke nieuwsblad "Il Risorgimento". Op de munt staat het portret van Cavour, gebaseerd op een schilderij van Francesco Hayez uit 1864. Aan de linkerzijde staan het woord „CAVOUR” en het monogram van de Italiaanse Republiek „RI”. Aan de rechterzijde staan de letter „R”, de jaartallen „1810” en „2010” en de initialen van de ontwerpster Claudia Momoni „C.M.”. Langs de buitenrand staan de twaalf sterren van de Europese vlag afgebeeld. |              |                                                                                   |            |                  |